# Космос-154
Космос-154 је један од преко 2400 совјетских вјештачких сателита лансираних у оквиру програма Космос.
Космос-154 је лансиран са космодрома Тјуратам, Бајконур, СССР, 8. априла 1967. Ракета-носач Протон је поставила сателит у орбиту око планете Земље. 